# Pikku-Kero
Pikku-Kero eller Vähä Kero är en sjö i Finland. Den ligger i kommunen Kuusamo i landskapet Norra Österbotten, i den nordöstra delen av landet, 600 km norr om huvudstaden Helsingfors. Pikku-Kero ligger 236,5 meter över havet. Den är 4,9 meter djup. Arean är 1,28 kvadratkilometer och strandlinjen är 4,84 kilometer lång. Sjön  ingår i Ijo älvs huvudavrinningsområde.   Den ligger vid sjön Keski Kero.